# The Saint in London

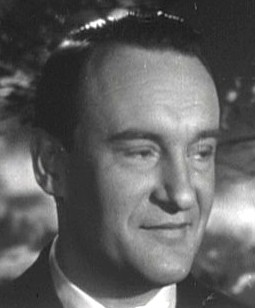
O inglês George Sanders interpretou o detetive Simon Templar -- O Santo --, por cinco vezes, entre 1939 e 1941. Apesar do personagem ter sido feito por outros atores, ele tornou-se a cara desse anti-herói criado por Leslie Charteris.

The Saint in London (Brasil: O Santo em Londres / Portugal: O "Saint" em Londres) é um filme estadunidense de 1939, do gênero ação, dirigido por John Paddy Carstairs e estrelado por George Sanders e Sally Gray. Sanders interpreta o anti-herói pela segunda vez (a primeira foi em The Saint Strikes Back, do mesmo ano).
Rodado em locações em Londres, fato incomum para uma produção B, o filme foi um sucesso de público, com lucro líquido de 140 000 dólares, em valores da época.

## Sinopse
Simon Templar ou O Santo, vai para Londres, onde se vê às voltas com falsificadores de dinheiro, que raptaram e obrigaram um conde a imprimir um milhão de libras esterlinas. O Santo recebe a ajuda da Scotland Yard, de um batedor de carteiras e de uma bela admiradora da alta sociedade.

## Elenco
| Ator/Atriz       | Personagem             |
| ---------------- | ---------------------- |
| George Sanders   | Simon Templar, O Santo |
| Sally Gray       | Penny Baker            |
| David Burns      | Dugan                  |
| Gordon McLeod    | Inspetor Claud Teal    |
| Henry Lang       | Bruno Lang             |
| Athene Seyler    | 'Mamãe' Lizzie Buckley |
| John Abbott      | Conde Stephen Duni     |
| Ralph Truman     | Kussella               |
| Charles Carson   | John Morgan            |
| Carl Jaffe       | Paul Stengler          |
| Norah Howard     | Senhora Edith Morgan   |
| Ballard Berkeley | Sir Richard Blake      |